# Кемін (Киргизстан)
Кемін (кирг. Кемін; до 6 березня 1992 — Бистровка) — місто в Киргизськiй республицi. Адміністративний центр Кемінського району Чуйської області.

## Географія
Розташований на березі річки Чу в 95 км на схід від Бішкека. Через Кемін проходять автомобільна та залізниця Бішкек — Баликчи. 
За радянських часів у Кемін був побудований ряд промислових підприємств: електротехнічний, лінолеумний, будівельних матеріалів, хлібний заводи, золоторудний комбінат. 1954 року отримав статус селища міського типу, а 2012 року став містом.

## Населення
Станом на 1 березня 2017 року чисельність населення становила 9400 осіб.
| 1970  | 1979  | 1989  | 1999  | 2009 |
| ----- | ----- | ----- | ----- | ---- |
| 10302 | 12204 | 13937 | 11401 | 8169 |

## Відомі жителі
- Садибакасов, Кемель Аманович - киргизький радянський політичний діяч, перший секретар Тянь-Шаньського обкому КПРС.

- Кожоналієв, Кубатбек Азатович - військовий прокурор Киргизької Республіки (2000-2003).

1. ↑  census of Kyrgyzstan 2009